# Brunsville (Iowa)
Brunsville es una ciudad situada en el condado de Plymouth, en el estado de Iowa, Estados Unidos. Según el censo de 2010 tenía una población de 151 habitantes.

## Geografía
Según la Oficina del Censo de los Estados Unidos, la localidad tiene un área total de 0,61 km², la totalidad de los cuales 0,61 km² corresponden a tierra firme.

## Demografía
Según el censo de 2010, había 151 personas residiendo en la localidad. La densidad de población era de 247,54 hab./km². Había 66 viviendas con una densidad media de 108,2 viviendas/km². El 100% de los habitantes eran blancos. El 0,66% de la población eran hispanos o latinos de cualquier raza.